# Centro Studi GISED
Centro Studi GISED è un'associazione con personalità giuridica iscritta nel registro delle persone giuridiche al numero 2096/2004 presso il R.E.A. di Bergamo. Senza fini di lucro, e istituita nel 2002, sviluppa attività di ricerca ed educative con l'obiettivo di migliorare le conoscenze scientifiche, l'assistenza e l'informazione chiara e specifica rivolta al pubblico per quello che riguarda le principali malattie dermatologiche.

## Storia
Il Gruppo Italiano Studi Epidemiologici in Dermatologia (GISED) venne istituito all'interno della Società Italiana di Dermatologia e Venereologia (allora SIDEV, ora SIDEMAST) nel 1986 come gruppo di ricerca epidemiologica. Fu un'iniziativa congiunta del prof. Tullio Cainelli, direttore della Clinica Dermatologica dell'Università degli Studi di Milano presso gli Ospedali Riuniti di Bergamo, e del prof. Alfredo Rebora, direttore della Clinica Dermatologica dell'Università di Genova. Il Comitato scientifico coinvolgeva il prof. Giuseppe Zina, direttore della Clinica Dermatologica dell'Università di Torino, e il dottor Gianni Tognoni dell'Istituto di ricerche farmacologiche "Mario Negri". Il dott. Luigi Naldi, all'epoca giovane ricercatore presso il Laboratorio di Farmacologia Clinica dell'Istituto "Mario Negri" di Milano, ebbe la responsabilità di organizzare il centro di coordinamento. La sede del centro di coordinamento rimase per parecchi anni, fino al marzo 2009, presso l'Unità di Dermatologia degli Ospedali Riuniti di Bergamo.

## Gli sviluppi
A partire dalla sua fondazione nel 1986, il GISED è cresciuto progressivamente. Le sue attività hanno spaziato, nel corso degli anni, dall'epidemiologia descrittiva, alla ricerca eziologica, agli studi clinici randomizzati, ai registri, alle revisioni sistematiche. 50 centri, ospedalieri ed universitari, hanno contribuito a questi progetti. Negli anni, sono anche stati organizzati corsi formali sulla metodologia della ricerca e sulla cosiddetta “Evidence Based Medicine”. Nel complesso, il GISED si è rivelato non solo un'efficace rete collaborativa ma anche un valido strumento di educazione e di diffusione di cultura epidemiologica e metodologica. Nel corso degli anni, sono stati stabiliti numerosi contatti a livello internazionale (tra gli altri, le reti di ricerca EuroSCAR e RegiSCAR, lo European Dermato-Epidemiology Network (EDEN), la Cochrane Collaboration).

## Il Centro Studi GISED e la rete GISED

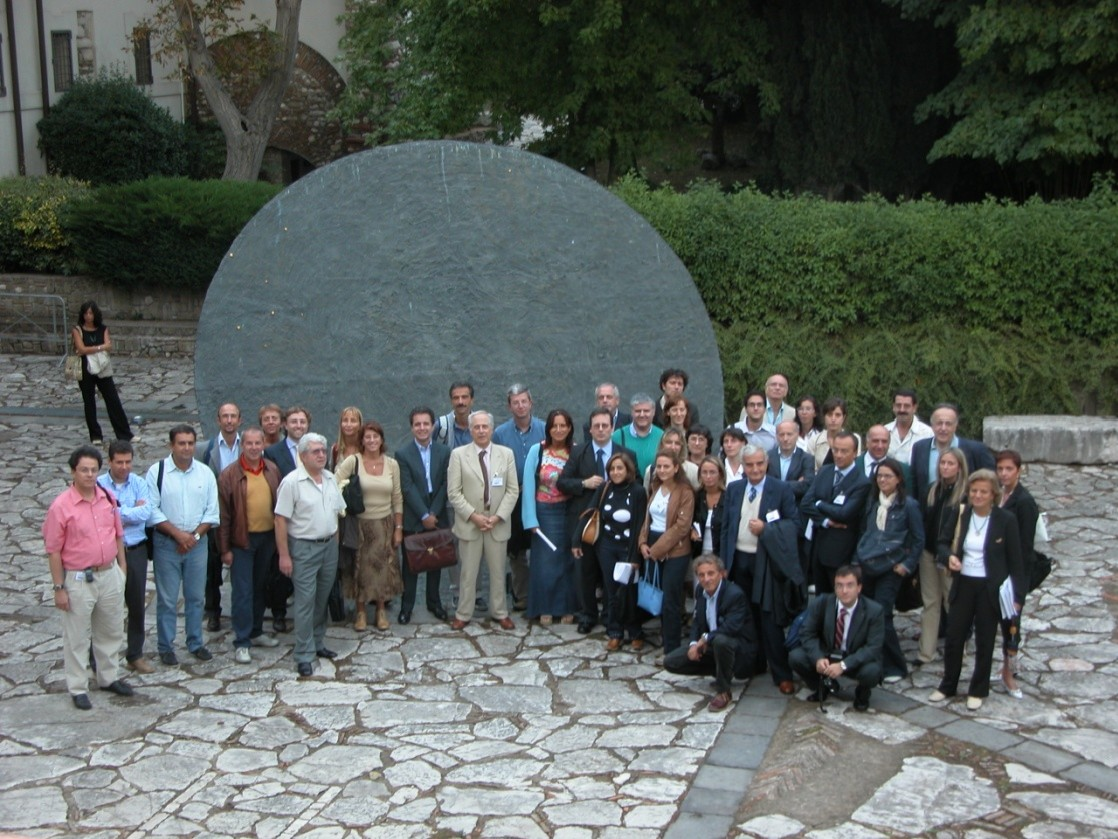
Il Gruppo GISED in occasione del XIX meeting annuale a Benevento

Un fattore limitante per ogni ulteriore possibile sviluppo delle attività del GISED era la mancanza di una struttura formale e giuridica per il centro di coordinamento. Per questa ragione, venne fondata, nel 2002, l'associazione Centro Studi GISED. Il dott. Luigi Naldi venne nominato presidente, coadiuvato da un Consiglio direttivo composto dai membri più attivi del gruppo. Nel 2003 il Centro Studi GISED ottiene il riconoscimento da parte della Regione Lombardia e viene iscritto nel registro delle imprese (REA) al n. 2096. Sempre nel 2003 viene anche siglata una convenzione con l'Università degli Studi di Milano ed il Centro Studi GISED entra a far parte del Centro inter-universitario Thomas Chalmers, e diventa un componente dell'Italian Cochrane Network.
Oltre a coordinare i progetti della rete GISED, il Centro Studi GISED iniziò a sviluppare propri progetti con particolare attenzione per la ricerca clinica, la combinazione di ricerca di base e di ricerca clinica (ricerca traslazionale), l'imaging e le tecnologia dell'informazione in campo dermatologico. Nel 2008, GISED ha cessato di rappresentare un gruppo di lavoro della SIDEMAST ed è stato mantenuto come gruppo informale di persone interessate a collaborare in studi multicentrici, la “rete GISED”. La sede dell'Associazione rimase presso gli Ospedali Riuniti fino a Marzo 2009, quando si trasferì al Presidio Ospedaliero Matteo Rota, collaborando con la neonata Fondazione per la Ricerca Ospedale Maggiore di Bergamo (FROM). Dal 2009 al 2011 venne attivata un'ulteriore sede operativa, dedicata soprattutto allo sviluppo di sistemi innovativi di imaging in campo dermatologico, presso il Parco Scientifico Tecnologico Kilometro Rosso a Stezzano. Nel Marzo 2018, il Centro Studi GISED trasferisce la propria sede in Via Clara Maffei 4 a Bergamo presso i locali messi a disposizione della ATS di Bergamo.